# محمدحسین قربانی
محمدحسین قربانی (زادهٔ ۷ خرداد ۱۳۴۴ در روستای پنچاه، شهرستان آستانه اشرفیه) دندانپزشک ایرانی و نماینده آستانه اشرفیه  و بندر کیاشهر در مجلس شورای اسلامی ایران و نایب رئیس دوم کمیسیون بهداشت و درمان مجلس شورای اسلامی است. قربانی  در دوره نهم و دهم مجلس نمایندگی این حوزه را برعهده داشته‌است.

## زندگی
محمد حسین قربانی در ۱۳۴۴ در آستانه اشرفیه متولد شد. او برادرزاده زین العابدین قربانی لاهیجی، امام جمعه پیشین رشت و نماینده پیشین ولی فقیه در گیلان است. او در سن پانزده سالگی به جبهه جنگ ایران و عراق رفت مجروح شد و برادرش شهید شد. در سال ۱۳۶۹ وارد دانشگاه علوم پزشکی شهید بهشتی تهران در رشته دندان‌پزشکی شد و در سال ۱۳۷۳ مدیریت انجمن اسلامی دانشکده دندانپزشکی دانشگاه شهید بهشتی را بر عهده گرفت. در سال ۱۳۷۵ و پس از فارغ‌التحصیلی از دانشگاه در وزارت بهداشت شاغل شد ولی مسئولیت در وزارتخانه را رها کرد و در دانشگاه علوم پزشکی گیلان مشغول و به طبابت در آستانه اشرفیه مشغول شد. وی به عنوان «عضو جامعه معتمدین معین ایثارگر استان» انتخاب شد. مشاورت استاندار گیلان در امور ایثارگران سمت دیگر اوست. در انتخابات دوره هشتم مجلس شورای اسلامی کاندیدای حوزه آستانه اشرفیه بود که با وجود ۲۲ نفر کاندیدا بیشترین آرا را کسب نمود و به عنوان نفر اول به دور دوم راه یافت ولی انتخاب نشد. در دور نهم با ۲۲ هزار رای برگزیده شد.

## اظهارنظر درباره پارازیت‌ها
وی با بیان اینکه پارازیتهای ماهواره‌ای هیچ گونه اثر مخربی بر سلامت مردم ندارد، گفت: مسائلی که در زمینه بروز سقط جنین، ناباروری و ... در مورد این امواج مطرح می‌شود، نادرست و غیرکارشناسانه است. قربانی در گفتگو با مهر دربارهٔ ارسال پارازیتهای ماهواره‌ای و شایبه‌هایی که از مخرب بودن این امواج حکایت دارد، اظهار داشت: براساس بررسی‌های صورت گرفته این امواج هیچگونه اثر مخربی بر سلامت انسان ندارد. وی اضافه کرد: این پارازیتها قطعا مانند امواج رادیویی است که توسط گیرنده‌های تلویزیونی می‌تواند تصویر و صدا را ارسال کند و به‌طور قطع پیام مخربی در حوزه سلامت ندارند. وی با بیان اینکه در زمینه امواج پارازیتهای ماهواره‌ای مسئولان حوزه ارتباطات و امنیت باید نظرات خود را اعلام کنند، گفت: اگرچه این موضوع بحث حاکمیتی است و ارتباطی با کمیسیون بهداشت ندارد اما این کمیسیون مسئله موردنظر را بررسی کرده و به این نتیجه رسیده است که این امواج هیچ تأثیری در سلامت افراد جامعه ندارد. قربانی با تأکید براینکه هر حاکمیتی برای صیانت از حریم و حقوق و فرهنگ جامعه خود حق دارد که این پارازیتها را ارسال کند، تصریح کرد: پارازیتهای ماهواره‌ای هیچگونه تخریب و آسیب و مشکلی در حوزه سلامت افراد ایجاد نمی‌کند و مسائلی که در زمینه بروز سقط جنین، ناباروری یا سرطان در مورد این امواج مطرح می‌شود، کارشناسی شده نیست.